# Station Péruwelz
Station Péruwelz is een spoorwegstation in de Belgische stad Péruwelz. Het ligt langs spoorlijn 78 (Doornik - Saint-Ghislain). Men kan er kosteloos parkeren en er is een gratis fietsstalling.
Vroeger vertrok hier spoorlijn 92 naar de Franse grens, een paardentram naar het bedevaartsoord van Bon-Secours en de buurtspoorweglijn 420 naar Doornik.
Het stationsgebouw is grotendeels buiten gebruik en vervallen. Alleen de linkerzijde (straatkant) van het gebouw is in gebruik. Daar zijn de ramen, die in slechte staat zijn, ongemoeid gelaten, maar aan de binnenzijde zijn er moderne ramen voor geplaatst om zich tegen de elementen te beschermen.
In de loop van 2021 zullen de loketten hier hun deuren sluiten en zal het station een stopplaats worden.

## Treindienst
| Serie       | Treinsoort          | Route | Bijzonderheden                                            |
| ----------- | ------------------- | --- | --------------------------------------------------------- |
| IC 25       | Intercity (NMBS)    | Moeskroen – Doornik – Péruwelz – Bergen – Charleroi-Centraal – Namen – Luik-Guillemins – Herstal – Liers | Rijdt in het weekend tussen Moeskroen en Liers.           |
| L 4650      | L-trein (NMBS)      | Quévy – Bergen – [ Péruwelz – Doornik – Moeskroen ] / [ Quiévrain ]                                      | Rijdt in het weekend tussen Bergen en Quiévrain.          |
| P 7560/8560 | Piekuurtrein (NMBS) | Bergen – [ Quiévrain ] / [ Péruwelz – Doornik ]                                                          | Rijdt alleen op werkdagen.                                |
| P 7580/8580 | Piekuurtrein (NMBS) | Aat – Bergen – Péruwelz – Doornik                                                                        | Rijdt alleen op werkdagen. Een trein verder naar Doornik. |
| P 7860/8860 | Piekuurtrein (NMBS) | Bergen – [ Quiévrain ] / [ Péruwelz – Doornik ]                                                          | Rijdt alleen op werkdagen.                                |

## Galerij

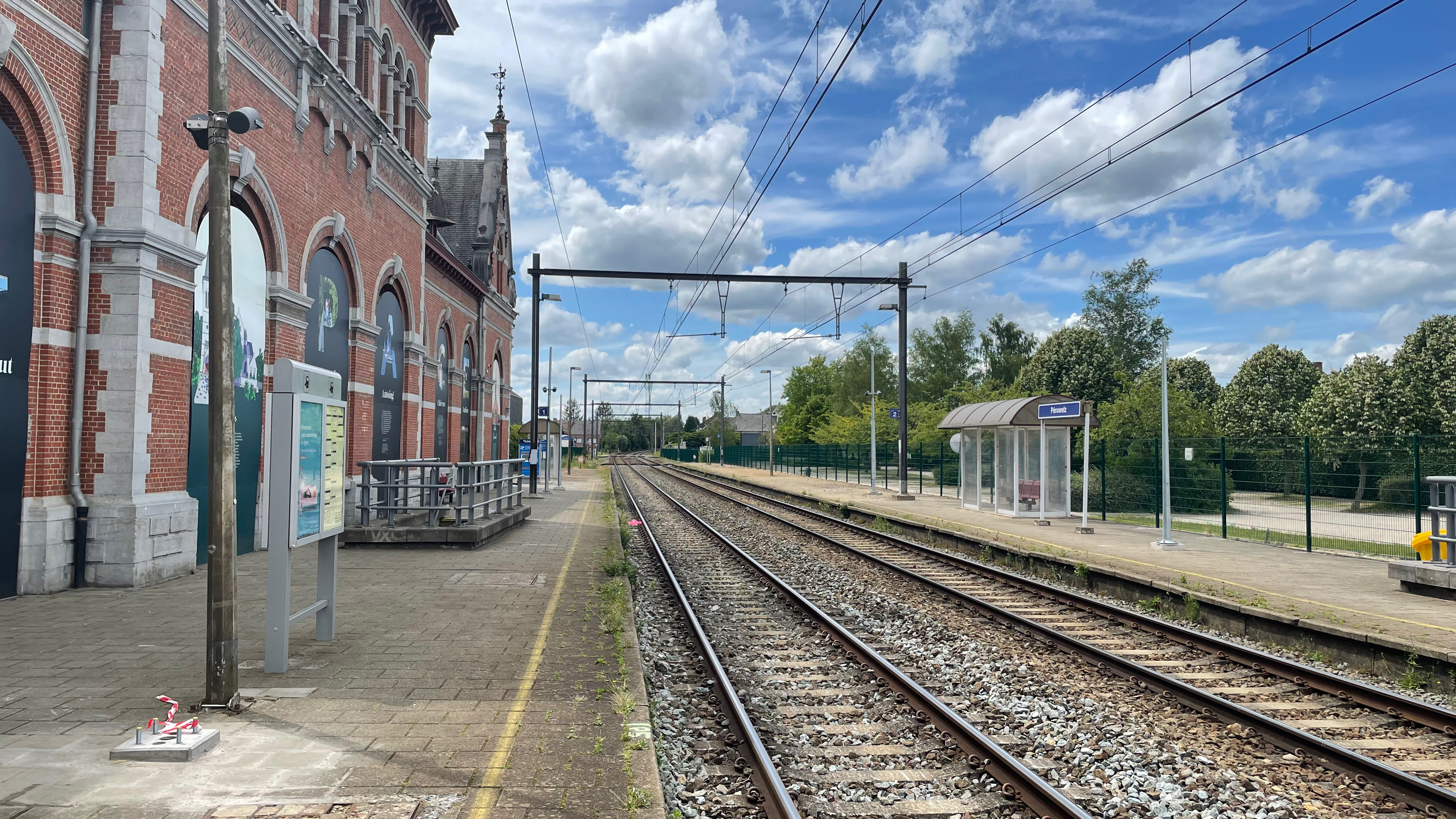
Zicht op het perron
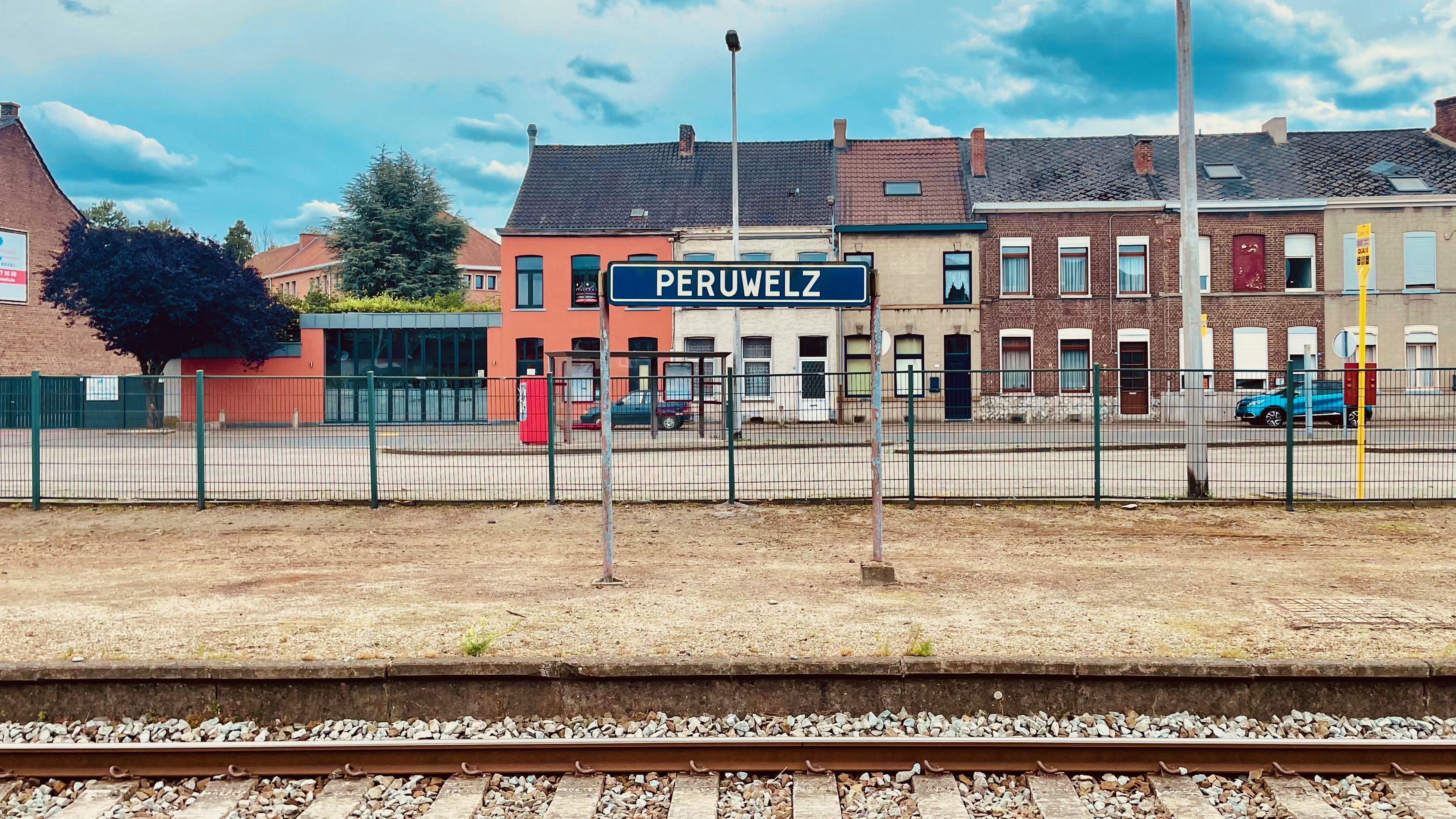
Plaatsnaambord
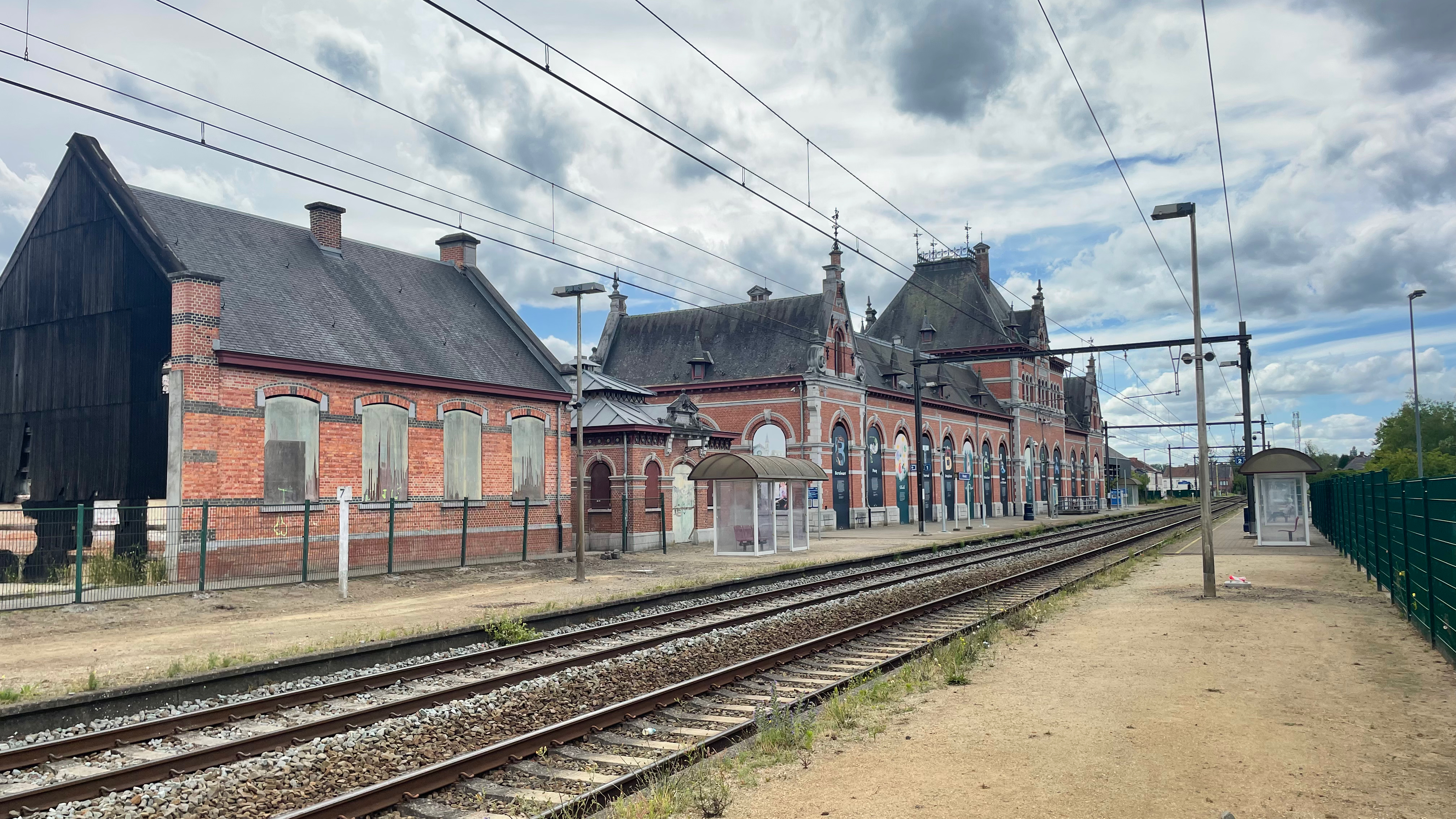
Het stationsgebouw

## Reizigerstellingen
De grafiek en tabel geven het gemiddeld aantal instappende reizigers weer op een week-, zater- en zondag.
| Tabel: aantal instappende reizigers station Péruwelz | Tabel: aantal instappende reizigers station Péruwelz | Tabel: aantal instappende reizigers station Péruwelz | Tabel: aantal instappende reizigers station Péruwelz |
|                                                      | Weekdag                                              | Zaterdag                                             | Zondag                                               |
| ---------------------------------------------------- | ---------------------------------------------------- | ---------------------------------------------------- | ---------------------------------------------------- |
| 1977                                                 | 943                                                  | 199                                                  | 237                                                  |
| 1978                                                 | 923                                                  | 163                                                  | 157                                                  |
| 1979                                                 | 851                                                  | 177                                                  | 162                                                  |
| 1980                                                 | -                                                    | -                                                    | -                                                    |
| 1981                                                 | 672                                                  | 110                                                  | 109                                                  |
| 1982                                                 | 898                                                  | 220                                                  | 196                                                  |
| 1983                                                 | 898                                                  | 198                                                  | 195                                                  |
| 1984                                                 | 985                                                  | 214                                                  | 174                                                  |
| 1985                                                 | 1 064                                                | 235                                                  | 205                                                  |
| 1986                                                 | 898                                                  | 248                                                  | 215                                                  |
| 1987                                                 | 919                                                  | 179                                                  | 178                                                  |
| 1988                                                 | 879                                                  | 236                                                  | 173                                                  |
| 1989                                                 | 813                                                  | 213                                                  | 186                                                  |
| 1990                                                 | 720                                                  | 254                                                  | 165                                                  |
| 1991                                                 | 781                                                  | 249                                                  | 211                                                  |
| 1992                                                 | 912                                                  | 268                                                  | 198                                                  |
| 1993                                                 | 821                                                  | 217                                                  | 229                                                  |
| 1994                                                 | 658                                                  | 210                                                  | 196                                                  |
| 1995                                                 | 648                                                  | 273                                                  | 231                                                  |
| 1996                                                 | 675                                                  | 264                                                  | 237                                                  |
| 1997                                                 | 739                                                  | 219                                                  | 172                                                  |
| 1998                                                 | 668                                                  | 180                                                  | 162                                                  |
| 1999                                                 | 578                                                  | 198                                                  | 185                                                  |
| 2000                                                 | 586                                                  | 229                                                  | 141                                                  |
| 2001                                                 | 612                                                  | 180                                                  | 150                                                  |
| 2002                                                 | 542                                                  | 154                                                  | 176                                                  |
| 2003                                                 | 615                                                  | 188                                                  | 146                                                  |
| 2004                                                 | 629                                                  | 172                                                  | 204                                                  |
| 2005                                                 | 730                                                  | 193                                                  | 214                                                  |
| 2006                                                 | 668                                                  | 230                                                  | 250                                                  |
| 2007                                                 | 713                                                  | 216                                                  | 178                                                  |
| 2008                                                 | -                                                    | -                                                    | -                                                    |
| 2009                                                 | 756                                                  | 269                                                  | 256                                                  |
| 2010                                                 | -                                                    | -                                                    | -                                                    |
| 2011                                                 | -                                                    | -                                                    | -                                                    |
| 2012                                                 | 784                                                  | 198                                                  | 189                                                  |
| 2013                                                 | 649                                                  | 214                                                  | 189                                                  |
| 2014                                                 | 755                                                  | 249                                                  | 213                                                  |
| 2015                                                 | 621                                                  | 185                                                  | 187                                                  |
| 2016                                                 | 669                                                  | 183                                                  | 193                                                  |
| 2017                                                 | 678                                                  | 184                                                  | 186                                                  |
| 2018                                                 | 573                                                  | 196                                                  | 184                                                  |
| 2019                                                 | 784                                                  | 235                                                  | 150                                                  |
| 2020                                                 | 588                                                  | 141                                                  | 163                                                  |
| 2021                                                 | -                                                    | -                                                    | -                                                    |
| 2022                                                 | 627                                                  | 309                                                  | 195                                                  |
| 2023                                                 | 683                                                  | 276                                                  | 227                                                  |
| 2024                                                 | 693                                                  | 127                                                  | 201                                                  |

0,0: Saint-Ghislain ·
2,6: Boussu-Haine ·
4,6: Hautrage ·
8,4: Ville-Pommerœul ·
11,1: Harchies ·
14,6: Blaton ·
16,5: Basècles-Groeven ·
20,3: Péruwelz ·
25,3: Callenelle ·
28,5: Maubray ·
32,5: Antoing ·
35,2: Vaulx ·
39,0: Doornik